# サニングデール
サニングデール（欧字名:Sunningdale、1999年4月1日 - ）は、日本の競走馬、種牡馬。
2004年の高松宮記念（GI）優勝馬。中央競馬において28年ぶりに出現したゴドルフィンアラビアンを父系に持つGI級競走優勝馬である。加えて史上初めて芝のスプリント重賞5勝を成し遂げた。

## 概要
父はウォーニング、母はイギリスダービー優勝馬カヤージの妹・カディザデーの黒鹿毛の牡馬である。サラブレッド「三大始祖」の1頭で最も影響力がなく、世界全体のサラブレッドの1パーセントでしかないゴドルフィンアラビアンの父系を継承する珍しい血統の持ち主である。1999年、北海道静内町のタイヘイ牧場の分場で生産された。当歳時に出品されたセレクト市場でこの年の最高値である税抜き5500万円で落札されて、馬主後藤繁樹が所有した。栗東トレーニングセンターの調教師瀬戸口勉に託された。そして騎手福永祐一が主戦を担った。
2歳となった2001年にデビューし、翌2002年6月のファルコンステークス（GIII）で重賞初勝利を挙げた。続いて函館スプリントステークス（GIII）で古馬に挑み優勝、レース史上初めてとなる3歳馬による優勝を成し遂げた。そして12月には、CBC賞（GII）も優勝した。
古馬となった2003年は、春の阪急杯（GIII）と高松宮記念（GI）で2着となるなどしたが、勝利を重ねることができなかった。
翌年の2004年には、阪急杯で1年2か月ぶりの勝利を挙げ、続く高松宮記念も連勝。前年の雪辱果たしてGI戴冠を果たした。また史上初めて阪急杯からの連勝で高松宮記念を優勝、1977年東京優駿（日本ダービー）を制したクライムカイザー以来28年ぶりとなるゴドルフィンアラビアンを父系に持つ馬によるJRAGI優勝、そして史上最多となる芝のスプリント重賞5勝馬となった。

## デビューまで

### タイヘイ牧場
大平牧場は、1936年に青森県八戸市にて始まった競走馬生産牧場である。大川義雄が設立し、自らの父であり大川財閥を築いた大川平三郎にちなんで「大平牧場」を名乗り、やがてカタカナの「タイヘイ牧場」に変化していた。敷地内に競馬場があるような広大な牧場は、戦前から戦後にかけて活躍馬を多く輩出。1943年の天皇賞（春）を優勝したグランドライト、1948年の皐月賞を優勝したヒデヒカリは、八大競走を制していた。しかし戦後の財閥解体により、大川は競走馬生産の撤退を余儀なくされることになった。そのとき、牧場長の六郎田雅喜が買い取り、事業を継承。六郎田のもとで継続されたタイヘイ牧場は、途中で雅喜の息子であり、大学から卒業した靖も運営に参画していた。しかしその矢先となった1970年、靖が29歳のときに、雅喜が急死する。よって若者の靖に、いきなり牧場運営が継承されていた。
靖は、競走馬生産の主体が北海道に集中し始めていることを悟り、1973年に北海道荻伏村に進出し、そして1989年には、北海道静内町に分場を設立して生産の拠点を静内に、本場の青森を生産馬の育成拠点とする積極的な変革に乗り出していた。そして外国からの繁殖牝馬の導入にも力を入れる。1992年には、イギリスのニューマーケットのディセンバーセールに参戦し、カディザデーという牝馬を手に入れることとなる。

### 誕生までの経緯
カディザデーは、父ダルシャーン、母父ブラッシンググルームの牝馬である。1987年のイギリスダービーを優勝したカヤージ（父:イルドブルボン）の半妹であった。アイルランドとイギリスで競走馬として走ったが5戦未勝利で引退。その後は繁殖牝馬となり、初年度にはサドラーズウェルズと交配し、受胎した後にニューマーケットのディセンバーセールで売りに出されていた。
そんなカディザデーの血統に魅力を感じ、外見にも好印象を受けた六郎田靖は、競りに参戦して購入を画策。全世界で広域に競走馬生産を行うアラブ首長国連邦のシェイク・モハメドとの競り合いとなったが、それを制して約5000万円で落札していた。1993年に輸入され、タイヘイ牧場にもたらされていた。カディザデーは、1993年に持込の初仔を産み落とした後、1997年までの4年間で4頭、5番仔までを生産。1997年は、シアトルダンサーIIと交配したものの不受胎、初めて空胎の一年となっていた。そして1998年に、初めてウォーニングと交配する。

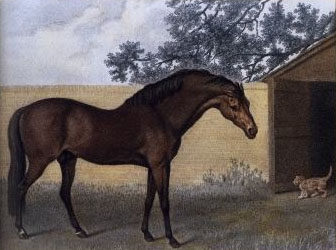
ゴドルフィンアラビアン

ウォーニングは、父ノウンファクト、父父インリアリティ、さらに父系を遡ればマンノウォーやマッチェム、そしてゴドルフィンアラビアンに行き着くことができる種牡馬であった。ゴドルフィンアラビアンは、サラブレッドの基礎を形作ったと広く信じられている初めの3頭「三大始祖」の1頭であり、この交配がなされる頃は「三大始祖」のそれぞれが存続していたが、世界において「三大始祖」の割合は、ダーレーアラビアン系が90パーセント、バイアリーターク系が9パーセントであり、ゴドルフィンアラビアン系は、1パーセントに過ぎない傍流の存在に押し込められていた。
当然、日本の競馬でもゴドルフィンアラビアン系の存在感はなかった。中央競馬においては、1984年のグレード制導入後、GI競走を優勝した馬は存在しなかった。またグレード制導入以前まで遡り、八大競走をGI競走相当と捉えても、1977年の東京優駿（日本ダービー）を制したクライムカイザーが最新だった。
そんなクライムカイザーの戴冠から20年以上経過した1999年4月1日、北海道静内町のタイヘイ牧場の静内分場にて、カディザデーの6番仔である黒鹿毛の牡馬（後のサニングデール）が誕生する。5番仔までは、ひたすらに牝馬しか生まれなかったが、六郎田が「なんとか男を産んでくれ」と思いながらウォーニングをあてがった結果、その望みが叶って、初めて牡馬が産まれている。父のウォーニングは、希少なゴドルフィンアラビアン系を盛り返すべく種牡馬としての活躍が期待されたが、6番仔が生まれた翌年の2000年に急性心不全で早世している。よってこの6番仔は、その期待を背負う資格のある遺児の1頭となっていた。

### 幼駒時代
6番仔は、六郎田によれば体に「強靭なバネ」を感じられた。体は大きくはなかったものの、姿や形が良く見栄えしていた。そのため六郎田が遠くから牧場の馬を見たとしても、すぐに6番仔を認識することができるほどだった。また母のカディザデーはきつい性格だったが、6番仔はそれに似ずおとなしい性格の持ち主だったという。そんな6番仔は、1999年7月の日高軽種馬農業協同組合主催のセレクト市場の当歳部門に出品される。競りが行われた末に、この競り最高値となる税抜き5500万円で、後藤繁樹に落札された。落札した後藤は、秋田運輸代表取締役、そして馬主歴約30年でGI未勝利の馬主だった。後藤は、この6番仔を栗東トレーニングセンターの瀬戸口勉調教師に託していた。

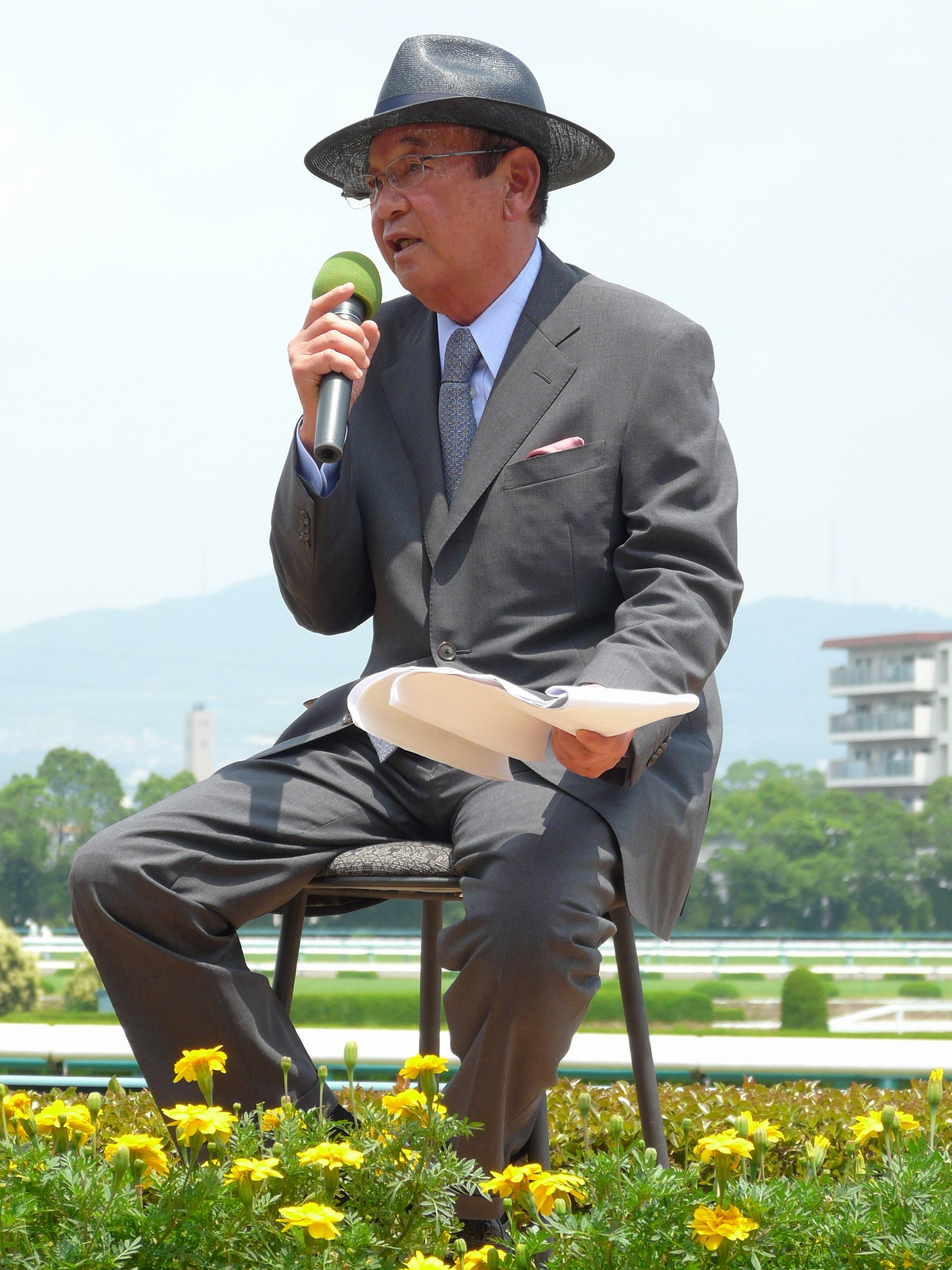
瀬戸口勉

またとにかくゴルフが趣味の後藤は、この6番仔に対して「サニングデール」という競走馬名を与えている。「サニングデール」とはイギリスのゴルフ場「サニングデール・ゴルフ・クラブ」からの拝借であり、瀬戸口とともに回った思い出のあるゴルフ場だった。サニングデールは、この後、短距離戦線で出世し、北海道函館市の函館競馬場で行われる函館スプリントステークス（GIII）を制することになるが、このときは後藤は、競馬よりも札幌市でのゴルフを優先しており、立ち会うことができず、瀬戸口に叱られたという。

## 競走馬時代

### 2-3歳（2001-02年）
2001年11月25日、中京競馬場の新馬戦（芝1200メートル）でデビュー。福永祐一に導かれて逃げ切って初勝利を挙げる。続いて12月9日の千両賞（500万円以下）では2番手追走から2着となり、その後は、4か月出走しなかった。年をまたいで2002年、3歳初戦として4月21日の橘ステークス（OP）に武豊とともに参戦し、キーンランドスワンに2馬身半差をつける逃げ切りで2勝目を挙げた。続いて福永に戻って5月11日の葵ステークス（OP）に参戦。これまでの1200メートルから距離を延長して1400メートルに初めて挑んだが、逃げて捕まり6着だった。
6月9日には再び距離を1200メートルに戻し、ファルコンステークス（GIII）で重賞初参戦となった。重賞優勝経験のあるタイキリオン、サダムブルースカイ、そして重賞2着経験のあるオースミエルストなどが立ちはだかる中、タイキリオンに次ぐ2番人気に支持されていた。
これまでの実績から逃げると思われていたが、「単なる逃げ馬にしたくない」という福永の思いから先行せずに控えて、中団待機を選択した。先行勢が前を急いだことでハイペースとなり、サニングデールに向いたペースとなっていた。直線では外に持ち出して追い上げ、失速する先行勢を外からかわした。末脚を効かせて直線半ばには先頭を奪取していた。同じように後方で待機するサダムブルースカイらも追い上げていたが、先頭を譲ることなく先頭で決勝線を通過。後方に1馬身4分の1差をつけ、デビュー5戦目で重賞初勝利を挙げた。
続いて6月30日には、函館スプリントステークス（GIII）に参戦する。これまでの出走は、栗東に近い阪神、京都、中京だったが、初めてとなる長距離輸送が行われ、函館競馬場に遠征となる。また古馬との初めての対決となっていた。古馬では4歳のショウナンカンプに大きな注目が集まっていた。準オープンからオーシャンステークス、高松宮記念の3連勝中であり、GI戴冠直後の参戦で1.2倍の1番人気という支持だった。対してサニングデールは、9.1倍の3番人気だった。別定戦のため、サニングデールが4キログラム軽い状態での決戦だった。
ショウナンカンプがハイペースで逃げる展開となる中、中団を追走する。直線でショウナンカンプの逃げ脚が鈍り、代わって中団のサニングデールが外から進出し、先頭を奪取した。後方から追い上げる古馬のタイキトレジャーとダンツキャストが、後れてショウナンカンプを吸収して接近していたが、先に抜け出していたサニングデールには及ばなかった。後方に1馬身4分の3馬身差をつけて古馬を撃破、重賞連勝を挙げる。9回目にして史上初めて3歳馬の函館スプリントステークス優勝を果たしている。走破タイム1分10秒3は、函館スプリントステークス史上最も遅い決着だった。さらに騎乗した福永は、この勝利が函館競馬場の初勝利であった。
秋に復帰し9月29日、新潟競馬場のスプリンターズステークス（GI）で、4番人気でGI初挑戦となったが、ビリーヴに敗れる8着。そして10月26日、スワンステークス（GII）で再び1400メートルに挑むも、敵わず9着だった。11月10日には、1200メートルの秋風ステークス（OP）に、代打勝浦正樹で参戦。6番手追走から直線で追い上げたが、先に抜け出していた同期のサーガノヴェルにハナ差だけ届かず2着だった。
続いて12月15日、代打池添謙一でCBC賞（GII）に参戦する。この年のスプリントGIを制した2頭が香港に出向く中、最有力視された。秋風ステークスで先着を許したサーガノヴェルとの再戦、そして安田記念2着となった5歳のブレイクタイムとの対決となる中、3.2倍の1番人気の支持だった。スタートからサーガノヴェルがハイペースで率いる流れの中、好位の内側を追走した。直線に入ると、サーガノヴェルが失速。代わって最も内側から末脚を発揮して抜け出した。同じように好位から進出したカフェボストニアンに粘られて、外から追い込んだテンシノキセキに接近を許したが、2頭より半馬身先に決勝線に到達。重賞3勝目を挙げた。

### 4歳（2003年）

#### 連戦連敗
2月9日のシルクロードステークス（GIII）で始動する。カフェボストニアンとの再戦となる中、1番人気の支持だった。カフェボストニアンが逃げる展開で、サニングデールは好スタートから控え、中団での追走となった。直線では外から追い込んだが、逃げるカフェボストニアンには1馬身4分の1差及ばず、さらに大外から追い込んだ6番人気テイエムサンデーにも屈する3着だった。
続いて出走した3月2日、阪急杯（GIII）では、香港から帰ってきた前年の春秋スプリントGI優勝馬ショウナンカンプ、ビリーヴの対決が実現していた。2頭が2番人気までを占める中で、サニングデールは、それに次ぐ3番人気となっていた。スタートから逃げるショウナンカンプに対して、サニングデールは積極的に先行して2番手を追走していた。ショウナンカンプが独り旅で最終コーナーを迎え、それを直線コースを用いて追いかけていた。しかしショウナンカンプの逃げ脚が早く、並びかけることすら叶わなかった。独走を許して、すなわち2着争いに巻き込まれる。後方にいたアグネスソニックに2着の座を脅かされた。それでもリードをクビ差だけ守って決勝線に到達し、2着となった。
そして3月30日、高松宮記念（GI）に参戦する。阪急杯と同じようにショウナンカンプとビリーヴが顔を揃えていたが、2頭が2番人気までを占めなかった。ショウナンカンプに人気が集中して1倍台の1番人気、ビリーヴが10.1倍の3番人気となり、その2頭に割って入ったのが2番人気サニングデールだった。8.1倍、ただし大外枠だった。
好スタートをして好位を確保した。前方ではショウナンカンプが逃げ、すぐ後ろにビリーヴが追走する形となる。最終コーナーを経て直線を迎えると、ビリーヴが進出してショウナンカンプに取りつき、横一線の一騎打ちとなっていた。一方のサニングデールは、後れて末脚を発揮し、その一騎打ちを外から追いかけた。一騎打ちは、ビリーヴが優勢となり、サニングデールは、ラスト50メートルでまずショウナンカンプを差し切った。しかし先頭のビリーヴは、ショウナンカンプを下してから既に大幅なリードを得ていた。そのためサニングデールがいくら追い込んでも、先頭奪取はできなかった。ビリーヴに1馬身後れる2着だった。
その後は春から秋にかけて距離を延長し、京王杯スプリングカップ（GII）、スワンステークス、オーロカップ（OP）と1400メートル戦臨むもいずれも下位敗退。秋初めのスプリンターズステークスは、夏休みからの立ち上がりが悪くて間に合わず、出走が叶わなかった。暮れにはCBC賞で1200メートル戦に戻し、代打池添が舞い戻って参戦。2番人気に推されるも、甲斐なく11着と低迷した。

### 5-6歳（2004-05年）

#### 阪急杯
年をまたいだ2004年の初戦は、ダートのガーネットステークス（GIII）に参戦。終いで末脚を繰り出したが、7着までだった。そして2月8日には、芝に戻り、シルクロードステークスに参戦した。キーンランドスワンが1番人気に推される一方で、サニングデールは6番人気に留まっていた。後方を追走し、直線で先に抜け出したサニングデールを追いかけたが、約半馬身届かず3着だった。勝利には届かなかったが、高松宮記念以来となる上位入線となった。
続いて2月29日、阪急杯に代打吉田稔で参戦。キーンランドスワンやテンシノキセキ、そしてスワンステークスで勝利を許した年下のギャラントアローなどとの対決となる中、ギャラントアロー、テンシノキセキに次ぐ3番人気に推された。逃げるギャラントアローに対して、中団を追走した。ギャラントアローは、ハナを得るのに苦労したために早めに失速。直線では、代わって好位から抜け出した5番人気シーイズトウショウを追いかける形となった。中団馬群から末脚を発揮、テンシノキセキとキーンランドスワンの間を割って抜け出し、シーイズトウショウに接近。並んでゴール手前で差し切りを果たした。シーイズトウショウをかわし、アタマ差つけたところが決勝線通過だった。1年2か月ぶりの勝利、前年2着の雪辱果たした阪急杯優勝。重賞4勝目、それもスプリント、芝1200メートルのJRA重賞4勝目となる。サクラバクシンオーやマサラッキ、トロットスター、ビリーヴに並ぶスプリントJRA重賞最多勝利記録タイに到達していた。

#### 高松宮記念
そして3月28日、高松宮記念に福永と参戦する。前年2着、そして重賞勝利を挙げた得意な舞台への参戦に加えて、この年は重賞勝利からの参戦となり、大きな注目を集めた。しかし立ちはだかったのは、デュランダルだった。デュランダルは、サニングデールが不調の真っ只中だった前年の秋に、入れ替わるように台頭した同期だった。まずスプリンターズステークスでビリーヴなどを下して重賞並びにGI初勝利を挙げれば、続くマイルチャンピオンシップでは、サイドワインダーやファインモーションを下してGI連勝。直線での鋭い追い込みを武器に、スプリントとマイルのGIを一気に制して短距離界の頂点に上り詰めていた。
そんなデュランダルの3連勝を懸けた舞台がこの高松宮記念であり、3.6倍で1番人気に推されていた。ただしデュランダルの極端な戦法は、小回りで直線が平坦な中京競馬場には、不向きだった。そのため、中京を得意とするサニングデールが、そのデュランダルを懐疑する者の受け皿の一角として支持され、4.3倍の2番人気となっていた。以下、シーイズトウショウ、ギャラントアロー、テンシノキセキなどと続く。前年大外枠で敗れた舞台に、今度は有利な2枠3番を得て臨んでいた。
スタートからギャラントアローがハナを奪って逃げた。ハイペースで率いる中、サニングデールは内側、中団を追走していた。一方のデュランダルはいつも通り最後方追走だった。最終コーナーに近づくにつれてサニングデールは、外に持ち出して進路を確保すると、ハイペースで垂れる先行集団を外から吸収し進出した。直線半ばを過ぎてから、末脚が効くようになり、粘っていたギャラントアローを差し切って先頭を奪取。そして先行集団をすべて下すことに成功した。後は、最後方待機から大外を通って追い込むデュランダルとの闘いとなった。先に抜け出したためにリードはあったが、デュランダルの末脚鋭く、決勝線手前で接近を許し、先頭が脅かされた。2頭がほとんど並んだ状態での叩き合いとなりながら、決勝線を通過。サニングデールがクビ差だけ先に決勝線に達していた。
前年2着の雪辱を果たして、高松宮記念戴冠を果たす。史上初めてとなる阪急杯からの連勝での戴冠となった。そして重賞5勝目、かつスプリント重賞5勝目であり、サクラバクシンオーやマサラッキ、トロットスター、ビリーヴなどを上回り単独最多となるスプリントJRA重賞最多記録を樹立。また、1976年の東京優駿（日本ダービー）を優勝したクライムカイザー（父:ヴェンチア）以来28年ぶりとなるサニングデールが継承していた希少なゴドルフィンアラビアンのサイアーライン、マッチェム系によるJRAGI級競走優勝。当然ウォーニング産駒で初のJRAGI優勝を果たしている。
また福永は、ディヴァインライトに騎乗しキングヘイローに阻まれた2000年、サニングデールに騎乗しビリーヴに阻まれた前年の2003年を乗り越えての高松宮記念初優勝、GI5勝目が古馬限定のGI初優勝。瀬戸口は、1988年オグリキャップ以来となる高松宮記念2勝目。そして関係の深い福永と瀬戸口タッグによるGI優勝は、エイシンチャンプで制した2002年の朝日杯フューチュリティステークス以来の2勝目だった。さらに後藤は、地元でのGI優勝、90歳の母を亡くした直後の優勝だった。福永は、参戦直前に、北海道に葬られた後藤の母の墓参りに出向いており、墓前でサニングデールとの活躍を誓った直後の有言実行だった。

#### 高松宮記念以後
この後は、距離を延長して京王杯スプリングカップに臨むも敗退。戻して函館スプリントステークスに臨み、1番人気に支持されるも下位敗退だった。続く夏は、前年の反省を生かし、そのまま函館競馬場に滞在となった。秋はスプリンターズステークスを目指して、9月12日のセントウルステークス（GIII）で始動した。中団待機から直線で追い込み、前を行くゴールデンキャストやキーンランドスワンに末脚を効かせて迫ったが、及ばず3着だった。
そして10月3日、本番のスプリンターズステークスで春秋スプリント制覇を目指した。デュランダルやシーイズトウショウ、ゴールデンキャスト、そして同じ父、マッチェム系のカルストンライトオなどとの対決となる中、3.3倍の1番人気に推されていた。高松宮記念と同じ2枠3番からスタートして後方の内側を追走。最終コーナーが近づくにつれて、最後方のデュランダルは大外からの追い上げを狙っていたが、サニングデールは内側に拘った。しかし前方内側には、馬が密集しており、直線では馬群を割ることができなかった。後退する馬に阻まれて進出できず、その背後で藻掻いて9着敗退。春秋スプリント制覇は叶わなかった。
ただし優勝したカルストンライトオは、同じウォーニング産駒だった。このためウォーニング産駒による春秋スプリントGI優勝が果たされている。1996年フラワーパークの父であるニホンピロウイナー、2001年トロットスターの父であるダミスター、2003年ビリーヴとデュランダルの父であるサンデーサイレンスに続いて史上4例目となる同一種牡馬による春秋スプリントGI優勝だった。
その後は再びダートに挑戦し11月3日、JBCスプリント（GI）に、マイネルセレクトやアグネスウイングなどと対して4番人気で参戦。5番手追走から直線で内側を突いて追い上げたが、その2頭には敵わず3着だった。それから暮れには、外国遠征を敢行。シャティン競馬場の香港国際競走・香港スプリント（GI）に参戦、現地で単勝オッズ39倍の人気薄という立場での挑戦だった。後方を追走したが、追い上げることができず、現地の優駿サイレントウィットネスに7馬身敵わない7着だった。
高松宮記念を優勝したこの年のJRA賞では、最優秀短距離馬部門にて票を得たが、全285票中10票に留まり、受賞には至らなかった。年をまたいだ6歳となった2005年1月に競走馬引退となる。1月14日付で中央競馬の競走馬登録を抹消する。

## 種牡馬時代
競走馬引退後は、北海道静内町の日本軽種馬協会静内種馬場で種牡馬として供用された。その後は2008年に、青森県七戸町の同協会七戸種馬場にて供用。2009年からは北海道白老町の同協会胆振種馬場にて供用。そして2013年からは再び静内、2014年からは再び七戸、そして2017年から三度目の静内での供用となった。そして2021年10月7日付で用途変更、種牡馬を引退している。
種付け頭数は、初年度に42頭を集めたものの、それがピークで以後右肩下がりとなり、5年目の2009年には一桁台に突入。以後引退まで回復しなかった。2021年までの17年間で81頭の産駒が血統登録されている。そのうち2006年に生まれたサンサンヒカリ（母父:アンシエントタイム）は、2009年の北斗盃を優勝。産駒から地方競馬の重賞優勝馬が誕生している。

## 競走成績
以下の内容は、netkeiba.com並びにJBISサーチ、香港賽馬會の情報に基づく。
| 競走日     | 競馬場 | 競走名            | 格      | 距離 （馬場） | 頭 数 | 枠 番 | 馬 番 | オッズ （人気） | 着順 | タイム （上がり3F） | 着差 | 騎手       | 斤量 [kg/lbs] | 1着馬 （2着馬）                           | 馬体重 [kg] |
| ---------- | ------ | ----------------- | ------- | ------------- | ----- | ----- | ----- | --------------- | ---- | ------------------- | ---- | ---------- | ------------- | ----------------------------------------- | ----------- |
| 2001.11.25 | 中京   | 2歳新馬           |         | 芝1200m（良） | 13    | 4     | 5     | 05.40（2人）    | 01着 | 1:10.0 (34.8)       | -0.3 | 福永祐一   | 54            | （ダンツジャッジ）                        | 442         |
| 0000.12.09 | 阪神   | 千両賞            | 500万下 | 芝1200m（良） | 11    | 4     | 4     | 05.20（3人）    | 02着 | 1:09.4 (35.2)       | -0.6 | 福永祐一   | 54            | ゴーストスズカ                            | 446         |
| 2002.04.21 | 京都   | 橘S               | OP      | 芝1200m（重） | 16    | 1     | 2     | 06.00（3人）    | 01着 | 1:09.7 (35.8)       | -0.4 | 武豊       | 55            | （キーンランドスワン）                    | 446         |
| 0000.05.11 | 京都   | 葵S               | OP      | 芝1400m（良） | 12    | 3     | 3     | 03.60（2人）    | 06着 | 1:21.8 (35.9)       | -0.6 | 福永祐一   | 56            | ダンツジャッジ                            | 446         |
| 0000.06.09 | 中京   | ファルコンS       | GIII    | 芝1200m（良） | 18    | 6     | 11    | 05.30（2人）    | 01着 | 1:08.9 (34.9)       | -0.2 | 福永祐一   | 56            | （サダムブルースカイ）                    | 444         |
| 0000.06.30 | 函館   | 函館スプリントS   | GIII    | 芝1200m（良） | 12    | 8     | 12    | 09.10（3人）    | 01着 | 1:10.3 (36.1)       | -0.3 | 福永祐一   | 52            | （タイキトレジャー）                      | 444         |
| 0000.09.29 | 新潟   | スプリンターズS   | GI      | 芝1200m（良） | 11    | 1     | 1     | 07.50（4人）    | 08着 | 1:09.0 (34.2)       | -1.3 | 福永祐一   | 55            | ビリーヴ                                  | 458         |
| 0000.10.26 | 京都   | スワンS           | GII     | 芝1400m（良） | 18    | 3     | 6     | 14.40（5人）    | 09着 | 1:21.2 (35.5)       | -1.4 | 福永祐一   | 55            | ショウナンカンプ                          | 450         |
| 0000.11.10 | 中山   | 秋風S             | OP      | 芝1200m（良） | 10    | 5     | 5     | 05.00（3人）    | 02着 | 1:07.1 (33.6)       | -0.0 | 勝浦正樹   | 55            | サーガノヴェル                            | 446         |
| 0000.12.15 | 中京   | CBC賞             | GII     | 芝1200m（良） | 16    | 2     | 3     | 03.20（1人）    | 01着 | 1:08.4 (34.4)       | -0.1 | 池添謙一   | 56            | （カフェボストニアン） （テンシノキセキ） | 452         |
| 2003.02.09 | 京都   | シルクロードS     | GIII    | 芝1200m（良） | 14    | 5     | 7     | 02.10（1人）    | 03着 | 1:08.9 (34.1)       | -0.3 | 福永祐一   | 57            | テイエムサンデー                          | 456         |
| 0000.03.02 | 阪神   | 阪急杯            | GIII    | 芝1200m（稍） | 15    | 1     | 1     | 05.20（3人）    | 02着 | 1:08.9 (34.9)       | -0.4 | 福永祐一   | 58            | ショウナンカンプ                          | 450         |
| 0000.03.30 | 中京   | 高松宮記念        | GI      | 芝1200m（良） | 18    | 8     | 18    | 08.10（2人）    | 02着 | 1:08.3 (34.5)       | -0.2 | 福永祐一   | 57            | ビリーヴ                                  | 446         |
| 0000.05.18 | 東京   | 京王杯スプリングC | GII     | 芝1400m（良） | 13    | 4     | 5     | 17.60（7人）    | 07着 | 1:21.8 (34.5)       | -0.8 | 福永祐一   | 58            | テレグノシス                              | 446         |
| 0000.11.01 | 京都   | スワンS           | GII     | 芝1400m（良） | 16    | 3     | 5     | 24.0（10人）    | 06着 | 1:20.9 (35.0)       | -0.7 | 福永祐一   | 58            | ギャラントアロー                          | 448         |
| 0000.11.16 | 東京   | オーロC           | OP      | 芝1400m（良） | 14    | 7     | 11    | 07.70（4人）    | 12着 | 1:22.3 (34.8)       | -0.9 | 秋山真一郎 | 58            | アグネスソニック                          | 448         |
| 0000.12.21 | 中京   | CBC賞             | GII     | 芝1200m（良） | 16    | 8     | 15    | 06.50（2人）    | 11着 | 1:09.6 (35.3)       | -1.1 | 池添謙一   | 58            | シーイズトウショウ                        | 456         |
| 2004.01.11 | 中山   | ガーネットS       | GIII    | ダ1200m（良） | 16    | 2     | 3     | 33.50（9人）    | 07着 | 1:12.3 (37.8)       | -1.4 | 勝浦正樹   | 57.5          | マイネルセレクト                          | 450         |
| 0000.02.08 | 京都   | シルクロードS     | GIII    | 芝1200m（良） | 16    | 3     | 5     | 11.30（6人）    | 03着 | 1:08.7 (33.4)       | -0.1 | 福永祐一   | 57.5          | キーンランドスワン                        | 452         |
| 0000.02.29 | 阪神   | 阪急杯            | GIII    | 芝1200m（稍） | 16    | 1     | 2     | 06.40（3人）    | 01着 | 1:08.5 (33.9)       | -0.0 | 吉田稔     | 57            | （シーイズトウショウ）                    | 448         |
| 0000.03.28 | 中京   | 高松宮記念        | GI      | 芝1200m（良） | 18    | 2     | 3     | 04.30（2人）    | 01着 | 1:07.9 (34.2)       | -0.0 | 福永祐一   | 57            | （デュランダル）                          | 446         |
| 0000.05.16 | 東京   | 京王杯スプリングC | GII     | 芝1400m（良） | 18    | 8     | 17    | 11.70（4人）    | 07着 | 1:21.3 (34.4)       | -0.9 | 福永祐一   | 59            | ウインラディウス                          | 448         |
| 0000.07.14 | 函館   | 函館スプリントS   | GIII    | 芝1200m（良） | 15    | 2     | 4     | 02.60（1人）    | 06着 | 1:09.8 (35.7)       | -0.4 | 福永祐一   | 58            | シーイズトウショウ                        | 450         |
| 0000.09.12 | 阪神   | セントウルS       | GIII    | 芝1200m（良） | 12    | 5     | 5     | 04.80（2人）    | 03着 | 1:08.5 (33.2)       | -0.3 | 福永祐一   | 59            | ゴールデンキャスト                        | 450         |
| 0000.10.03 | 中山   | スプリンターズS   | GI      | 芝1200m（不） | 16    | 2     | 3     | 03.30（1人）    | 09着 | 1:11.3 (36.8)       | -1.4 | 福永祐一   | 57            | カルストンライトオ                        | 446         |
| 0000.11.03 | 大井   | JBCスプリント     | GI      | ダ1200m（稍） | 12    | 8     | 12    | 00.00（4人）    | 03着 | 1:11.1 (36.4)       | -0.5 | 福永祐一   | 57            | マイネルセレクト                          | 447         |
| 0000.12.12 | 沙田   | 香港スプリント    | G1      | 芝1000m（GF） | 14    | 4     | 6     | 39.00（6人）    | 07着 | 0:57.90（0）        | -1.1 | 福永祐一   | 126           | Silent Witness                            |             |

- 香港スプリントのオッズおよび人気は、香港賽馬會によるもの。また、「Draw」が枠番、「Horse No.」が馬番に該当。
- 馬場状態：Fm=Firm, GF=Good to Firm, Gd=Good, GS=Good to Soft, Y=Yielding, Sft=Soft, Hy=Heavy
- 着差：dht=dead heat（同着）, nse=nose（ハナ）, shd=short head（短頭）, hd=head（アタマ）, nk=neck（クビ）, l=length（馬身）, dist=distance（大差）

## 種牡馬成績

### 年度別成績
以下の内容は、JBISサーチの情報に基づく。
| 種付年度 | 種付頭数 | 生産頭数 | 血統登録頭数 | 出走頭数 | 勝馬頭数 | 重賞勝馬頭数 | AEI  | CPI  |
| -------- | -------- | -------- | ------------ | -------- | -------- | ------------ | ---- | ---- |
| 2005     | 42       | 27       | 27           | 23       | 17       | 1            | 0.64 |      |
| 2006     | 25       | 16       | 16           | 12       | 9        | 0            | 0.30 |      |
| 2007     | 15       | 6        | 5            | 4        | 2        | 0            | 0.06 |      |
| 2008     | 29       | 17       | 17           | 11       | 6        | 0            | 0.25 |      |
| 2009     | 5        | 5        | 5            | 4        | 3        | －           | 0.96 |      |
| 2010     | 3        | 1        | 1            | 1        | 1        | －           | 0.24 |      |
| 2011     | 3        | 3        | 3            | 1        | 0        | 0            | 0.00 |      |
| 2012     | 1        | 0        | 0            | 0        | －       | －           | －   |      |
| 2013     | 6        | 4        | 4            | 3        | 3        | 0            | 2.08 |      |
| 2014     | 3        | 1        | 1            | 0        | －       | －           | －   |      |
| 2015     | 0        | 0        | 0            | 0        | －       | －           | －   |      |
| 2016     | －       | －       | －           | －       | －       | －           | －   |      |
| 2017     | 3        | 1        | 1            | 1        | 0        | －           | 0.05 |      |
| 2018     | 1        | 0        | 0            | 0        | －       | －           | －   |      |
| 2019     | 2        | 1        | 1            | 0        | －       | －           | －   |      |
| 2020     | 1        | 0        | 0            | 0        | －       | －           | －   |      |
| 2021     | 1        | 0        | 0            | 0        | －       | －           | －   |      |
| 合計     | 合計     | 合計     | 81           | 60       | 41       | 1            | 0.54 | 0.71 |

- 出走頭数、勝馬頭数、重賞勝馬頭数、アーニングインデックス、コンパラブルインデックスは、平地競走に限る。
- 情報は、2023年2月20日時点。

### 重賞優勝産駒
地方競馬独自の格付けによる重賞は、競走名の前にアスタリスクを充てる。
- 2006年産
  - サンサンヒカリ（牡、母父:アンシエントタイム（2009年*北斗盃）[63]

## 血統表
| サニングデールの血統                    | サニングデールの血統               | サニングデールの血統 | （血統表の出典）    | （血統表の出典） |
| 父系                                    | マンノウォー系                     | マンノウォー系       | マンノウォー系      | [ § 2 ]          |
| 父 * ウォーニング Warning 1985 鹿毛     | 父の父Known Fact 1977 鹿毛         | In Reality           | Intentionally       | Intentionally    |
| 父 * ウォーニング Warning 1985 鹿毛     | 父の父Known Fact 1977 鹿毛         | In Reality           | My Dear Girl        |                  |
| 父 * ウォーニング Warning 1985 鹿毛     | 父の父Known Fact 1977 鹿毛         | Tamerett             | Tim Tam             | Tim Tam          |
| 父 * ウォーニング Warning 1985 鹿毛     | 父の父Known Fact 1977 鹿毛         | Tamerett             | Mixed Marriage      |                  |
| 父 * ウォーニング Warning 1985 鹿毛     | 父の母Slightly Dangerous 1979 鹿毛 | Roberto              | Hail to Reason      | Hail to Reason   |
| 父 * ウォーニング Warning 1985 鹿毛     | 父の母Slightly Dangerous 1979 鹿毛 | Roberto              | Bramalea            |                  |
| 父 * ウォーニング Warning 1985 鹿毛     | 父の母Slightly Dangerous 1979 鹿毛 | Where You Lead       | Raise a Native      | Raise a Native   |
| 父 * ウォーニング Warning 1985 鹿毛     | 父の母Slightly Dangerous 1979 鹿毛 | Where You Lead       | Noblesse            |                  |
| 母 * カディザデー Kadizadeh 1988 黒鹿毛 | 母の父Darshaan 1981 鹿毛           | Shirley Heights      | Mill Reef           | Mill Reef        |
| 母 * カディザデー Kadizadeh 1988 黒鹿毛 | 母の父Darshaan 1981 鹿毛           | Shirley Heights      | Hardiemma           |                  |
| 母 * カディザデー Kadizadeh 1988 黒鹿毛 | 母の父Darshaan 1981 鹿毛           | Delsy                | Abdos               | Abdos            |
| 母 * カディザデー Kadizadeh 1988 黒鹿毛 | 母の父Darshaan 1981 鹿毛           | Delsy                | Kelty               |                  |
| 母 * カディザデー Kadizadeh 1988 黒鹿毛 | 母の母Kadissya 1979 鹿毛           | Blushing Groom       | Red God             | Red God          |
| 母 * カディザデー Kadizadeh 1988 黒鹿毛 | 母の母Kadissya 1979 鹿毛           | Blushing Groom       | Runaway Bride       |                  |
| 母 * カディザデー Kadizadeh 1988 黒鹿毛 | 母の母Kadissya 1979 鹿毛           | Kalkeen              | Sheshoon            | Sheshoon         |
| 母 * カディザデー Kadizadeh 1988 黒鹿毛 | 母の母Kadissya 1979 鹿毛           | Kalkeen              | Gioia F-No.5-e      |                  |
| 母系(F-No.)                             | 5号族(FN:5-e)                      | 5号族(FN:5-e)        | 5号族(FN:5-e)       | [ § 3 ]          |
| 5代内の近親交配                         | 5代内アウトブリード                | 5代内アウトブリード  | 5代内アウトブリード | [ § 4 ]          |
| 出典                                    | 1. 2. 3. 4.                        | 1. 2. 3. 4.          | 1. 2. 3. 4.         | 1. 2. 3. 4.      |